# Rachel Brice
Rachel Brice (Seattle, 1972. június 15. –) amerikai táncos és koreográfus. Amerikai törzsi stílusú hastáncos (American Tribal Style Belly Dance) profi táncosként dolgozott, a hastánc stílusából származtatva.

## Életrajz
1972. június 15-én született Seattle-ben, Washingtonban, és a San Francisco Állami Egyetemen szerzett diplomát. 17 évesen tanult meg jógát és hastáncot. A tánc világát 1988-ban, az észak-karolinai Reneszánsz Vásáron Hahbi'Ru előadása közben fedezte fel, hastáncot tanult Ateshtől, az Atesh Dance Troupe igazgatójától. Egy ideig jógázott, előtte 1996-ban jógát tanított jógaoktatója, Erich Schiffmann segítségével.
1999 óta táncos, a 2000-es évek elején pedig Carolina Nericcioval és Jill Parkerrel járt hastáncórákra. 2001-ben Miles Copeland III lemezproducer bérelte fel, fellépett és turnézott a Bellydance Superstars-szal, a 2002-ben a kaliforniai San Franciscóban alapított Bellydance professzionális tánctársulattal. Oktató és performanszos hastánc DVD-ket is készített, valamint zenei CD-sorozatot adott ki az előadásban használt dalokat.
2003-ban San Franciscóban megalapította a The Indigo Belly Dance Company-t, a hastáncra specializálódott tánctársaságot, és előadta a hastánc stílusából származó American Tribal Style Belly Dance-t. az oktatóvideókat adott ki a jógára és a hastáncra kerülve, esetleg workshopokat tartott az Egyesült Államokban, Európában, Ázsiában és Ausztráliában. megalapította a Studio Daturát Portlandben, Oregonban, és elindította a 8 Elements megközelítési programot a hastánc terén. 2012-ben megalapította a Datura Online-t, egy online előadóstúdiót jógával és hastánccal.

## Művek listája

### Teljesítményvideó
- Bellydance Superstars Live in Paris: Folies Bergere
- Bellydance Superstars Solos in Monte Carlo
- Bellydance Superstars

### Oktató videó
- Tribal Fusion: Yoga, Isolations and Drills a Practice Companion with Rachel Brice
- Rachel Brice: Belly Dance Arms and Posture
- Serpentine: Belly Dance with Rachel Brice (DVD, videó)